# Maglóca
Maglóca község Győr-Moson-Sopron vármegyében, a Csornai járásban.

## Fekvése
A falu egy földhátságra települt, amelyet keletről és nyugatról is a Hanság idáig lenyúló mocsarai, vizenyős területei határoltak az elmúlt századokban. Ma is mélyebben fekvő területek ezek, amelyeket zömmel legelőnek, kaszálónak használnak. A hátság szántóföldjei mindig jó termést biztosítottak a falu lakosságának. A község határában (is) található a Sziget-erdő, amely egy részben keményfás, részben puhafás erdőtömb a hátság közepén. Északi részén különösen szép és értékes tölgy állományok találhatók, amelyekben érdekes (és a tágabb térségben is egyedülálló) módon elegyfajként extrazonálisan megjelenik a hegyvidékek fája, a bükk is.

### Megközelítése
A település a 85-ös és a 86-os főút között helyezkedik el, a Bősárkány és Barbacs közti 8511-es út mentén, amely kivezet a 85-ös főúthoz; egy mellékúton (a 8513-as úton) pedig Csatárimajor felé a 86-os főútra juthatunk ki. A 9 kilométerre fekvő Csornával buszközlekedés köti össze, de ma már Győrbe is eljuthatunk közvetlen buszjárattal.

## Története és mai élete

### Őskor
Maglóca határából az ősi korok emlékei is előkerültek (csiszolt kőbalták, kőpengék, csontár). A Gyimos-dombról pedig 2 korai avar sír néhány ékszere került felszínre.

### Középkor
1220-ban említik először, „villa Magluca” néven.
A falu neve Kiss L. szerint szláv eredetű: a délszláv „magilica” (sírdomb) szóból származik. De feltételezhető magyar névadás is a Magló személynévből, esetleg a magyal növénynévből. Első ízben 1220-ban említik nevét „villa Magluca” alakban a szomszédos Barbacsot eladományozó oklevélben. 2 évvel később összekülönbözött a hiteleshelyi joggal rendelkező prépostsággal. Ez gyakran fajult tettlegességé is: 1499-ben például a szomszédos Bősárkány és Barbacs falvak jobbágyait szabadítják rá Maglócára. Felgyújtják a falucskát, állataikat elhajtják, a prépostság malmát lerombolják, hogy minél nagyobb károkat okozzanak a rendnek.

### A török hódoltság
1529-ben és 1543-ban a törökök elpusztították, bő negyedszázad múlva kezdett el újra benépesülni.
A 16. században aztán a külső ellenség is megjelenik. 1529-ben a Bécs ellen vonuló török sereg elpusztítja a Rábaközt, így Maglócát is. Majd 1543-ban ismét török martalócok dúlják végig a vidéket. Győr török általi elfoglalásakor, 1594-ben a portyázó csapatok ismét lángba borítják a Rábaközt is. A falucska elnéptelenedik és csak kb. negyedszázad múlva kerül fel ismét a lakott helyek listájára.
1645-ben a terjeszkedni akaró bősárkányiak átszöktetik Maglócáról Szalai Péter jobbágyot és erővel Bősárkányhoz csatolják földjeit, mert úgy gondolják, hogy az ő uruk, Nádasdy Ferenc hatalmasabb, mint a maglócaiak ura, a csornai prépost, aki egyébként is a háborús veszélyek miatt székhelyétől távol lakik. A 17. század végén is csak 33 lakos él Maglócán. Templomuk sincs még, csak egy harangláb.

### A kuruc kor
1704-ben ismét elpusztul a falu. A Rábaközben garázdálkodó labanc rácok felgyújtják. A kuruc kor csatározásai még jobban lecsökkentették a lakosságot, így a csornai prépost 1714-ben telepítési körlevelet intéz a Rábaköz népesebb falvaihoz. Kéri őket, hogy telepedjenek le családostól Maglócán. Kedvezmények biztosításával próbál idecsábítani jobbágycsaládokat. Felhívása eredménnyel jár. Több új család települ le a faluban. 4 év múlva már 120 lakosa van Maglócának. Ekkor az ő egész telkeikhez még 53 kisholdat adtak. Szántó tehát volt bőven. 1752-re a gazdátlan telkek is újból benépesülnek. Ekkor már csak 25 kisholdat mértek egy féltelekhez, egész helyet nem is adtak. Az addig alkalmazott kétnyomásos rendszerrel az úrbérrendezés után felhagytak és áttértek a teljes szántóterület kihasználására. E több évtizedes telepítési hullám családjainak leszármazottjai alkotják ma is Maglóca őslakos rétegét.
1764-ben elkezdődik a templom építése a fejlődésnek indult kis faluban a prépostság kezdeményezésére. 20 év múlva már iskola is van. Ekkor 29 házban 209 lakos él. A század végére elkészül teljesen a templom, de pap Barbacsról jár át. A faluban csak kántor működik, aki tanító is egyben. A lakosság már tanítóházat is épített ekkorra.

### Az 1848-49-es szabadságharc
Az 1848–49-es forradalom és szabadságharcban ez a kis falu is kimutatta hazafias érzületét. A honvédseregbe 3 katonát adott, ezenkívül Dombos Márton szabadcsapat kapitányaként vett részt a harcokban, így a csornai csatában is. Ennek ellenére mégis sikerült elkerülni, hogy a falu nagyobb károkat szenvedjen e csatározások során.
1850-ben már 34 házról és 287 lakosról értesülünk, amikor az „úrbéri elkülönözés tárgyában” egyezség születik a falu és a prépostság között. A tagosításra azonban csak 2 évvel később kerül sor. Ekkor 10 egész és 2 fél helyet mértek ki egy-egy tagban. A „békeidőket” a népesség lassú gyarapodása jellemezte. 1906-ban még az iskolában lévő tanítólakást is bővítették egy szobával. Ebben a korszakban a 3 km-re lévő Csatáriamajorból is idejártak a tanulók az iskolába. Említést érdemel még az innen leszármazott és később meggazdagodott Pusztay Márton végrendelete, aki 10.000 osztrák forintot hagyott a község tanítójára fizetéskiegészítésként, amiből évente 6%-ot kapott meg. Mindez azonban az I. világháborút követő pénzromlásban megsemmisült.

### Az I. világháború
Az első világháború harcterein e kis falunak is áldozatot kellett hoznia: 12 fia halt hősi halált. Az 1919-es vörös uralom ellen szervezett csornai felkelésben a faluból is voltak résztvevők: fehér zászlós szekerekkel mentek Csornára „tüntetni”. A fő szervezők között is volt egy maglócai földbirtokos: dr. Riha János orvos, akit Szamuely hóhérlegényeitől csak az mentett meg, hogy a maglócaiak hetekig bújtatták és élelmezték.
Közigazgatásilag Maglóca eddig sem volt önálló: Barbaccsal és Acsalaggal együtt már ekkor is a bősárkányi körjegyzőséghez tartozott. 1941-ben ezt Barbacs kérésére kettéválasztották. Barbacs központtal külön jegyzőséget szerveztek, amelyhez Maglóca is tartozott. Közös költségen még jegyzőlakást is építettek Barbacson.

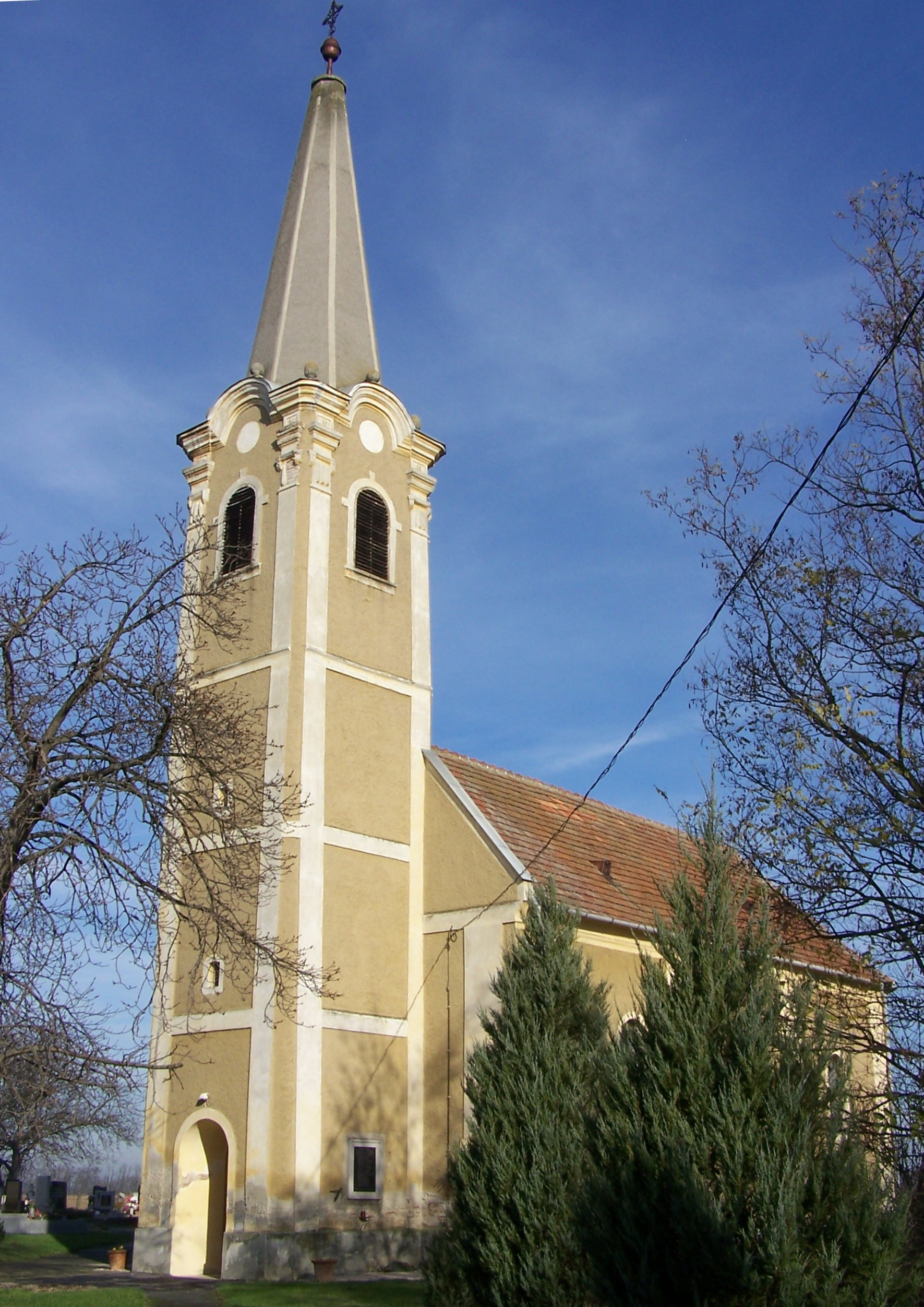
Szent Bertalan apostol templom

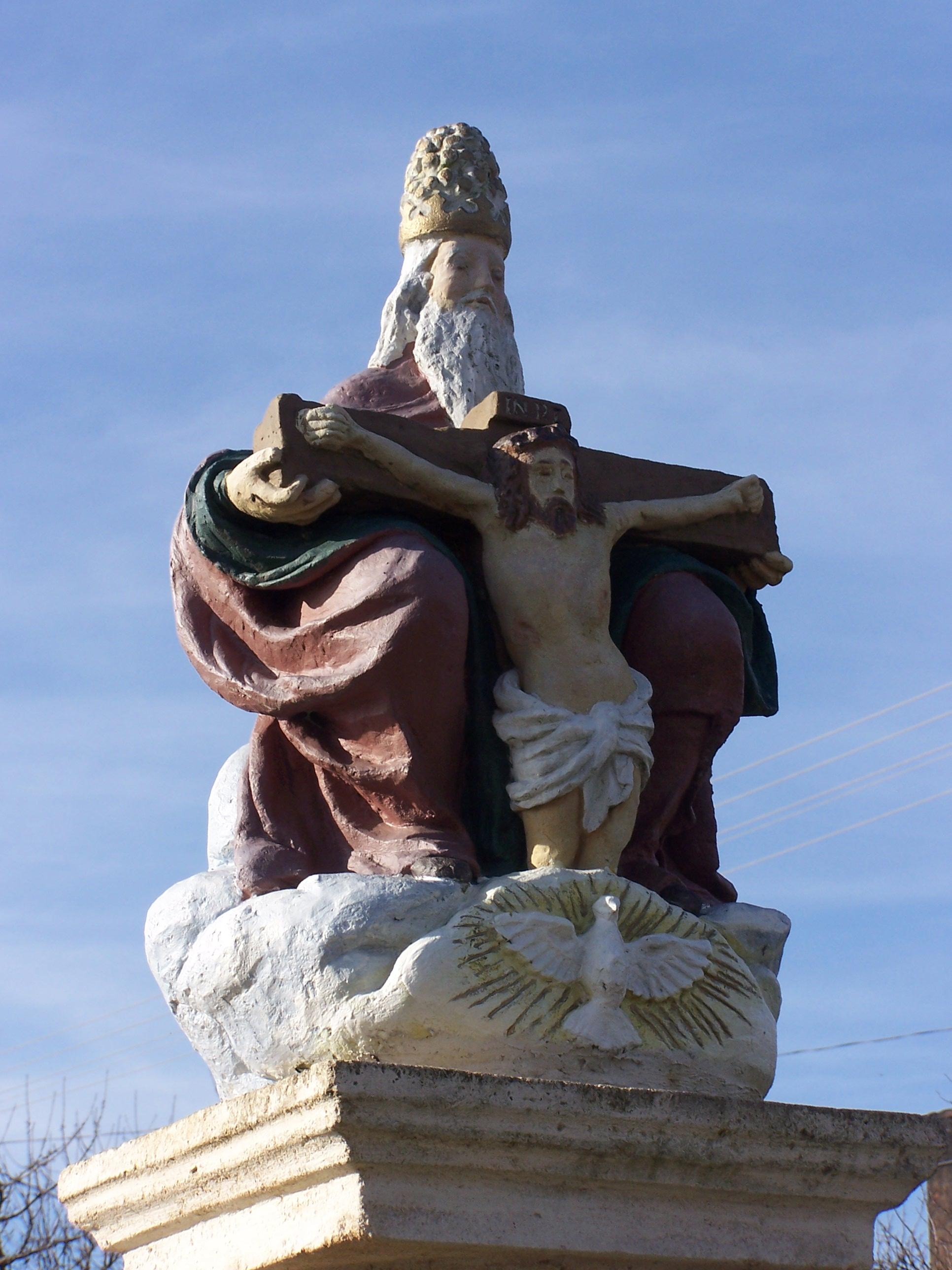
Szentháromság-szobor

### A II. világháború
A második világháborúban 13 maglócai lakos áldozta életét. A front közeledtekor magyar katonaság települt a faluba, de az oroszok elől visszavonultak, így a falu ugyan nem vált hadszíntérré, de a lakosság azért anyagi károkat szenvedett a front átvonulása során. A vörös hadsereg első egységei 1945. március 29-én értek a faluba. Ez év májusában megtörtént a földosztás is, bár felemás módon. Nem a maglócai határban, hanem Acsalagon túl, a volt uradalmi földeken. A község gazdái elég sokáig kitartottak saját földjük mellett, a termelőszövetkezetet csak 1959-re tudták megalakítani „Rákóczi MGTSZ” néven. Az iskola leépítése is megkezdődött. 1946-tól a felső tagozatosok Barbacsra és Bősárkányba jártak át, majd néhány év múlva csak Barbacsra. Maglócán 1-4 összevont osztály maradt egy tanítóval.

### Hanyatlás
1970-től a falu lassú hanyatlásnak indult.
Az 1960-as évekre a lassú fejlődés a jellemző. A TSZ-ben végzett munka mellett a legtöbben inkább a háztájiban tartott állatokból akartak plusz jövedelemre szert tenni. A munkaképes lakosság nagy része Győrbe járt be ipari munkásként, de ők sem adták fel a háztájiban való tevékenykedést. 1970-ben a faluban 80 házban viszont már csak 256-an laknak. Az 1970-es években aztán lassan hanyatlásnak indul a község. Megnő a fiatalok elvándorlása, a TSZ-t a többi környékbeli szövetkezettel együtt a bősárkányihoz csatolják 1975-ben. Teljesen megszüntetik az iskolát és az önálló községi tanácsot, amelyet szintén Bősárkányhoz csatolnak 6 környező községgel együtt.

### A jelen
A rendszerváltás óta helyi önkormányzat is működik.
A közigazgatási munkát a Bősárkánnyal közös körjegyzőség látja el. A rendszerváltás után az új önkormányzati testület a falu és a templom csinosításába fogtak, hiszen a közös tanácsi költségvetésből helyi felhasználásra nem sok jutott. Ekkor már csak 135 lakosa van a falunak, akik zömmel nyugdíjasok. Viszont már több házat vettek meg osztrák és német állampolgárok, hogy itt hétvégi házat birtokoljanak családjukkal. Több innen elszármazott is úgy döntött, hogy szüleik halála után sem adják el a szülői házat, hanem ők is hétvégi házként használják azt.

## Közélete

### Polgármesterei
- 1990–1994: Gaál Imre (független)[3]
- 1994–1998: Kinczer József (független)[4]
- 1998–2002: Dombos Márk (független)[5]
- 2002–2006: Dombos Márk (független)[6]
- 2006–2010: Tóth Ferenc (független)[7]
- 2010–2013: Blága Tibor (független)[8]
- 2013–2014: Farkas Miklósné (független)[9][10]
- 2014–2019: Drobina Gyula (független)[11]
- 2019–2024: Drobina Gyula (független)[12]
- 2024– : Drobina Gyula (független)[1]

A településen 2013. május 12-én időközi polgármester-választást tartottak, mert az előző polgármester, személyes okokra hivatkozva lemondott posztjáról.

## Népesség
A település népességének változása:
| Lakosok száma | 97   | 101  | 93   | 137  | 93   | 117  | 134  |
|               | 2013 | 2014 | 2015 | 2021 | 2022 | 2023 | 2024 |

A 2011-es népszámlálás során a lakosok 95,7%-a magyarnak, 14% cigánynak, 1,1% németnek mondta magát (4,3% nem nyilatkozott; a kettős identitások miatt a végösszeg nagyobb lehet 100%-nál). A vallási megoszlás a következő volt: római katolikus 78,5%, református 3,2%, felekezeten kívüli 3,2% (14% nem nyilatkozott).
2022-ben a lakosság 77,4%-a vallotta magát magyarnak, 2,2% cigánynak, 1,1% egyéb, nem hazai nemzetiségűnek (22,6% nem nyilatkozott; a kettős identitások miatt a végösszeg nagyobb lehet 100%-nál). Vallásuk szerint 47,3% volt római katolikus, 1,1% református, 1,1% görög katolikus, 1,1% ortodox, 1,1% egyéb keresztény, 1,1% egyéb katolikus, 6,5% felekezeten kívüli (40,9% nem válaszolt).

## Látnivalók
- Szent Bertalan apostol római katolikus templom (1764-ből) - Említésre érdemesek faragott széksorai.
- Szentháromság szobor